# Christine Renard
Pour les articles homonymes, voir Renard (homonymie).
Christine Renard, née le 10 février 1929 à Lucenay-lès-Aix (Nièvre) et morte le 7 novembre 1979 dans le 18e arrondissement de Paris, est une autrice française de science-fiction et fantastique.
Elle a publié une dizaine de livres ainsi qu'une soixantaine de nouvelles.

## Biographie
Christine Renard naît le 10 février 1929 à Lucenay-lès-Aix (Nièvre).
Après des études de lettres à Clermont-Ferrand et de psychologie à Paris, elle fait de discrets débuts littéraires en 1962 dans la rubrique Banc d'essai de la revue Fiction, où elle publie d'autres nouvelles. Son livre L'Enfance des dieux a plus de succès en Italie qu'en France. En 1963, paraît son premier roman, À contre-temps. Elle travaille alors au CNRS tout en préparant sa thèse de psychologie[réf. nécessaire].
Elle se lie avec l'auteur de science-fiction, Claude-François Cheinisse, avec qui elle rédige une longue nouvelle, Delta, et qu'elle épouse en 1965. Occupée par leur premier enfant et la rédaction de sa thèse, « Étude des phantasmes dans la littérature dite de science-fiction », elle ne publie plus de fiction avant 1967, année où paraît Delta. Après quelques déboires éditoriaux et la naissance d'une deuxième fille, elle publie un deuxième roman, mais l'éditeur fait aussitôt faillite. En 1972 sort La Planète des poupées, dystopie féministe abordant la thématique de la sexualité entre les hommes et les femmes.
Quelques adaptations radiophoniques de ses œuvres lui permettent de faire son retour en 1975, notamment avec une trilogie de romans pour adolescents influencée par l'œuvre de son ami, le poète André Hardellet. S'ensuit une période faste qu'un cancer interrompt brutalement. Christine Renard meurt le 7 novembre 1979 dans le 18ème arrondissement de Paris.
Après sa mort, Claude-François Cheinisse fait paraître un certain nombre d'inédits, en particulier le recueil À la croisée des parallèles mettant en regard dix de ses propres nouvelles (dont certaines écrites pour l'occasion) avec dix nouvelles de Christine Renard. L'une d'elles, La Nuit des albiens, reçoit le prix Rosny aîné en 1982.
En septembre 1982, Claude-François Cheinisse empoisonne leurs deux filles Danielle et Françoise, alors âgées de treize et seize ans, abat sa propre mère, puis se suicide. La dépression semble être à l'origine du triple assassinat et du suicide subséquent. L'assassinat bouleverse Guillaume Dustan, dont Françoise Cheinisse était la meilleure amie.
Quarante ans après la disparition de l'autrice, l'écrivain Jean-Pierre Fontana obtient de sa nièce la permission d'accéder à ses archives, parmi lesquelles de nombreux inédits. Il en tire la matière d'un numéro de la revue Gandahar, d'un numéro hors série et d'un dossier dans la revue Galaxies-Mercury. Plusieurs romans et recueils, comportant de nombreux inédits sont également programmés. Le dossier comporte une bibliographie très complète, incluant les textes inédits[réf. nécessaire].

## Œuvres

### Livres
- Gli occhi pieni di stelle c'est-à-dire "Les yeux pleins d'étoiles", traduction italienne de L'Enfance des dieux (non publié en français), Mondadori, Milan, coll. « I Romanzi di Urania », 1961. 2e éd. Perseo Libri Srl, 2006. Le texte français retrouvé a été publié en 2020 sous le titre L'Enfance des dieux par les éditions GandahaR avec une longue préface explicative d'Éric Vial.  (ISBN 978-2-490504-00-8)
- À contre-temps Le Rayon fantastique no 113, 1963
- La Planète des poupées (Galliera, 1972) Repris en 2019 par les éditions Gandahar sous le titre La Planète aux Statues  (ISBN 978-2-490504-02-2) avec une préface de Claire Renard-Bonton.
- La Treizième Royale (Hachette, 1975)
- En cherchant Sybil (Hachette, 1975)
- Les Maraudeurs du petit matin (Hachette, 1977)
- La Mante au fil des jours (Marabout, 1977) (roman réédité  dans un volume du même titre, précédé d'une préface d'André-François Ruaud et suivi de 17 nouvelles, Fleuve noir, 1998,  (ISBN 2-265-06486-6), à nouveau réédité en 2019 par les éditions Gandahar  (ISBN 978-2-490504-05-3) avec une préface de Jean-Pierre Fontana.
- La Nuit des lumineux (Nathan, 1980)
- Le Temps des cerises (recueil) (Kesselring, 1980)
- À la croisée des parallèles (avec Claude-François Cheinisse) (recueil) (Denoël, 1981)
- Au clair de la Terre - Christine Renard (Les moutons électriques, 2024)

### Nouvelles
- Le Signe des gémeaux, in Fiction no 99, 1962
- Sur le bord, in Ailleurs no 40/41, 1962
- Lettre de Claerista, in  Fiction no 107, 1962
- À la croisée des parallèles, in  Fiction no 110, 1963
- De l'autre côté, in Fiction no 114, 1963
- Les Naufrageurs, in Fiction no 117, 1963
- De Profundis, in Fiction no 129, 1964
- La Sainte Alliance, in  Fiction no 161, 1967
- À corps perdu, in V-Magazine no 588, 1967
- Delta (avec Claude-François Cheinisse), in Fiction spécial no 12, 1967
- La Terre promise, in Fiction no 177, 1968
- Les Filles croient-elles au Père Noël ? (avec Claude-François Cheinisse), in V-Magazine no 593, 1968
- Une bouteille à la mer, in Fiction spécial no 18, 1971
- Transistoires, in Voyages dans l'ailleurs (anthologie), 1971
- L'Albine, in Bactéries fiction I (recueil), 1974
- L'Ère des miracles, in Bactéries fiction I (recueil), 1974
- Stratégie, in Bactéries fiction I (recueil), 1974
- S.O.S., in Bactéries fiction I (recueil), 1974
- La Longue Marche, in Bactéries fiction I (recueil), 1974
- Le Regard de l'ange, in Bactéries fiction I (recueil), 1974
- Conte pour les enfants qui ont des ailes, in Bactéries fiction II (recueil), 1974
- La Guerre est finie, in Bactéries fiction II (recueil), 1974
- Berceuse sans musique, in Bactéries fiction II (recueil), 1974
- En ce temps-là, in Bactéries fiction II (recueil), 1974
- Une petite nature, in Bactéries fiction III (recueil), 1975
- L'Exilé, in Bactéries fiction III (recueil), 1975
- Une petite nature, in Bactéries fiction III (recueil), 1975
- Une Fleur de Callisto, in Bactéries fiction III (recueil), 1975
- Histoire d'un crime, in Bactéries fiction III (recueil), 1975
- Au creux des arches, in Utopies 75 (anthologie), 1975
- Les Portes fermées, in Fiction no 270, 1976
- Les Mondes intérieurs, in Fiction spécial no 26, 1976
- Les Narcisses poussent le soir, in Science-fiction magazine no 5, 1977, p. 8-10
- Château de cubes, in Planète socialiste(anthologie), 1977
- Car il faut que jeunesse se passe, in Fiction no 282, 1977
- Entre parenthèses, in Retour à la terre 3 (anthologie), 1977
- Mark, in Fiction no 285, 1977
- Le Minotaure, in Fiction no 291, 1978
- Le Drame d'une mère porteuse, in Futurs no 3, 1978
- Médecins de l'ombre, in Des métiers d'avenir, 1979
- Un amour d'automne, in L'Année 1978-79  de la science-fiction et du fantastique, 1979
- Un petit salaud, in Charlie mensuel no 125, 1979
- Side effects, in Fiction no 302, 1979
- Tour Soleil, in Mouvance no 3
- Ne me réveille pas ! (avec Jean-Pierre Andrevon), in Compagnons en terre étrangère, 1979
- Des cheveux et des yeux, in Charlie mensuel no 132, 1980
- Amours très roses, in Charlie mensuel no 132, 1980
- Statue de neige, in L'Année 1979-80  de la science-fiction et du fantastique, 1980
- Mais qui êtes-vous donc ?, in Opzone no 8, 1980
- À rayer de la carte, in Le Temps des cerises (recueil, cf supra), 1980
- Aux abords des sources, in Le Temps des cerises (recueil, cf supra), 1980
- Défense d'écrire dans la marge, in Le Temps des cerises (recueil, cf supra), 1980
- Berceuse pour s'endormir, in Le Temps des cerises (recueil, cf supra), 1980
- Beaux à faire peur, in Le Temps des cerises (recueil, cf supra), 1980
- Le Temps des cerises, in Le Temps des cerises (recueil, cf supra), 1980
- Dansons la capucine, in Fiction no 315, 1981
- Pour une gerbe de roses, in À la croisée des parallèles (recueil, cf supra), 1981
- Le Fond de la bouteille, in À la croisée des parallèles (recueil, cf supra), 1981
- La Nuit des albiens, in À la croisée des parallèles (recueil, cf supra), 1981. prix Rosny aîné de la nouvelle 1982.
- Le Goût du sel, in Proxima no 4, 1984
- Le Crocodile, in Espaces imaginaires no 2, 1984
- Tendre humanité, in Nemo no 1, 1986
- Léa (avec Claude-François Cheinisse), in Yellow Submarine no 105, 1993
- Le Rendez-vous (La Chambre de Claude), in Yellow Submarine no 105, 1993
- La Vague, in Yellow Submarine no 105, 1993
- Le Signe des Gémeaux, in Yellow Submarine no 105, 1993
- Le Jour des comptes, in Soupçons de folie (anthologie), 1996
- Miroir, miroir…, in La Mante au fil des jours (recueil, cf supra), 1998

### Quelques-unes de ses traductions en science-fiction
- La Couronne de lumière, Lyon Sprague de Camp
- L'Étoile de Fer, John Taine
- La Nef d'Antim, Jack Williamson
- Tarrano le conquérant, Ray Cummings
- Ah, être un Gélate…, nouvelle de Philip K. Dick
- Cinq boucles de cheveux blonds, nouvelle d'Anthony More
- La Fille de mes rêves, nouvelle de Richard Matheson
- Le Gregory de Gladys, nouvelle de John Anthony West
- Magie verte, nouvelle de Jack Vance
- Pauvre surhomme, nouvelle de Kurt Vonnegut
- Les Pieds et les roues, Si les mythes m'étaient contés et Les Vents de Mars nouvelles de Fritz Leiber
- Rapport sur le comportement sexuel des habitants d'Arcturus 10, nouvelle de Robert F. Young
- La Ruée vers l'Est, nouvelle de William Tenn
- Le Sel de la terre, nouvelle de James G. Ballard

### Traductions non SF
- L'Éducation dans le monde moderne, John Vaizey
- Les Moines chrétiens, David Knowles

### Travaux universitaires
- Étude des fantasmes dans la littérature dite de science-fiction. Thèse de 3e cycle, Université de Paris, Laboratoire de Psychologie clinique, 1967 - publié dans Thèses en Sorbonne sous la direction de Françoise Reiss  (ISBN 978-2252015155)
- Les problèmes religieux dans la littérature dite de science-fiction, 1968